# Boise City
Boise City [ˈbɔɪs] är administrativ huvudort i Cimarron County i Oklahoma. Det finns flera olika teorier gällande ortnamnets ursprung. En har med Boise i Idaho att göra, trots att namnen inte uttalas på samma sätt. Enligt 2010 års folkräkning hade Boise City 1 266 invånare.